# Société des anciens textes français
A Société des anciens textes français (SATF) é uma sociedade erudita fundada em Paris em 1875 com o objetivo de publicar todos os tipos de documentos medievais escritos em langue d'oïl ou langue d'oc (Bulletin de la SATF, 1 (1875), p. 1). Seus membros fundadores são Henri Bordier, Joseph de Laborde, A. Lamarle, Paul Meyer, Léopold Pannier, Gaston Paris, Auguste-Henry-Édouard, marquês de Queux de Saint-Hilaire, barão Arthur de Rothschild, barão Edmond de Rothschild, barão James N. de Rothschild e Natalis de Wailly.
De 1875 a 1936, a SATF publicou um boletim anual distribuído apenas para seus membros.
Desde a sua fundação, a SATF também publicou uma série de edições críticas e até, às vezes, edições fac-símile, série que hoje soma cerca de 180 volumes.

## Trabalhos publicados
| Data | Título | Editor                                                   | Cópias digitais                |
| ---- | --- | -------------------------------------------------------- | ------------------------------ |
| 1875 | Chansons du XVe siècle | Gaston Paris e François-Auguste Gevaert                  | Internet Archive               |
| 1875 | Les plus anciens monuments de la langue française (IXe, Xe siècles)                                                            | Gaston Paris                                             | Gallica                        |
| 1875 | Brun de la Montaigne | Paul Meyer                                               | Gallica                        |
| 1876 | Guillaume de Palerne | Henri Michelant                                          | Google Books                   |
| 1876 | Deux rédactions du Roman des Sept Sages de Rome                                                                                | Gaston Paris                                             | Gallica                        |
| 1876 | Miracles de Nostre Dame par personnages, vol. 1                                                                                | Gaston Paris e Ulysse Robert                             | Gallica                        |
| 1877 | Miracles de Nostre Dame par personnages, vol. 2                                                                                | Gaston Paris e Ulysse Robert                             | Gallica                        |
| 1877 | Aiol | Jacques Normand e Gaston Raynaud                         | Gallica                        |
| 1878 | Le débat des hérauts de France et d'Angleterre, suivi de The Debate between the Heralds of England and France by John Coke     | Léopold Pannier e Paul Meyer                             | Gallica                        |
| 1878 | Miracles de Nostre Dame par personnages, vol. 3                                                                                | Gaston Paris e Ulysse Robert                             | Gallica                        |
| 1878 | Oeuvres complètes d'Eustache Deschamps, vol. 1                                                                                 | Auguste-Henry-Édouard, marquis de Queux de Saint-Hilaire | Gallica                        |
| 1878 | Le saint voyage de Jherusalem du seigneur d'Anglure                                                                            | François Bonnardot e Auguste Longnon                     | Gallica                        |
| 1879 | Miracles de Nostre Dame par personnages, vol. 4                                                                                | Gaston Paris e Ulysse Robert                             | Gallica                        |
| 1879 | Chronique du Mont-Saint-Michel, vol. 1                                                                                         | Siméon Luce                                              | Gallica                        |
| 1879 | Elie de Saint-Gille | Gaston Raynaud e Eugène Koelbing                         | Gallica                        |
| 1880 | Miracles de Nostre Dame par personnages, vol. 5                                                                                | Gaston Paris e Ulysse Robert                             | Gallica                        |
| 1880 | Daurel et Beton | Paul Meyer                                               | Gallica                        |
| 1880 | Oeuvres complètes d'Eustache Deschamps, vol. 2                                                                                 | Auguste-Henry-Édouard, marquis de Queux de Saint-Hilaire | Gallica                        |
| 1881 | Miracles de Nostre Dame par personnages, vol. 6                                                                                | Gaston Paris e Ulysse Robert                             | Gallica                        |
| 1881 | La vie de saint Gilles, par Guillaume de Berneville                                                                            | Gaston Paris e Alphonse Bos                              | Gallica                        |
| 1881 | L'amant rendu cordelier à l'observance d'amour, poème attribué à Martial d'Auvergne                                            | Anatole de Montaiglon                                    | Gallica                        |
| 1882 | Raoul de Cambrai | Paul Meyer e Auguste Longnon                             | Gallica                        |
| 1882 | Oeuvres complètes d'Eustache Deschamps, vol. 3                                                                                 | Auguste-Henry-Édouard, marquis de Queux de Saint-Hilaire | Gallica                        |
| 1883 | Miracles de Nostre Dame par personnages, vol. 7                                                                                | Gaston Paris e Ulysse Robert                             | Gallica                        |
| 1883 | Chronique du Mont-Saint-Michel, vol. 2                                                                                         | Siméon Luce                                              | Gallica                        |
| 1883 | Le dit de la panthère d'amours, by Nicole de Margival                                                                          | Henry Alfred Todd                                        | Gallica                        |
| 1884 | Oeuvres complètes d'Eustache Deschamps, vol. 4                                                                                 | Auguste-Henry-Édouard, marquis de Queux de Saint-Hilaire | Gallica                        |
| 1884 | La mort Aymeri de Narbonne | Joseph Couraye du Parc                                   | Gallica                        |
| 1884 | Les oeuvres poétiques de Philippe de Remi, sire de Beaumanoir, vol. 1                                                          | Hermann Suchier                                          | Gallica                        |
| 1885 | Les oeuvres poétiques de Philippe de Remi, sire de Beaumanoir, vol. 2                                                          | Hermann Suchier                                          | Gallica                        |
| 1885 | Trois versions rimées de l'Évangile de Nicodème                                                                                | Gaston Paris e Alphonse Bos                              | Gallica                        |
| 1885 | Fragments d'une vie de saint Thomas de Cantorbéry                                                                              | Paul Meyer                                               | Gallica                        |
| 1886 | Oeuvres poétiques de Christine de Pizan, vol. 1                                                                                | Maurice Roy                                              | Gallica                        |
| 1886 | Merlin, 2 vol. | Gaston Paris e Jakob Ulrich                              | Google Books 1, Google Books 2 |
| 1887 | Oeuvres complètes d'Eustache Deschamps, vol. 5                                                                                 | Auguste-Henry-Édouard, marquis de Queux de Saint-Hilaire | Gallica                        |
| 1887 | Aymeri de Narbonne, 2 vol. | Louis Demaison                                           | Google Books 1, Google Books 2 |
| 1888 | Le mystère de saint Bernard de Menthon                                                                                         | Albert Lecoy de la Marche                                | Gallica                        |
| 1888 | Les quatre âges de l'homme, morality treatise by Philippe de Navarre                                                           | Marcel de Fréville                                       | Gallica                        |
| 1888 | Le couronnement de Louis | Ernest Langlois                                          | Gallica                        |
| 1889 | Les contes moralisés de Nicole Bozon                                                                                           | Lucy Toulmin Smith e Paul Meyer                          | Gallica                        |
| 1889 | Oeuvres complètes d'Eustache Deschamps, vol. 6                                                                                 | Auguste-Henry-Édouard, marquis de Queux de Saint-Hilaire | Gallica                        |
| 1889 | Rondeaux et autres poésies du XVe siècle                                                                                       | Gaston Raynaud                                           | Gallica                        |
| 1890 | Le roman de Thèbes, vol. 1 | Léopold Constans                                         | Gallica                        |
| 1890 | Le roman de Thèbes, vol. 2 | Léopold Constans                                         | Gallica                        |
| 1891 | Oeuvres complètes d'Eustache Deschamps, vol. 7                                                                                 | Gaston Raynaud                                           | Gallica                        |
| 1891 | Oeuvres poétiques de Christine de Pizan, vol. 2                                                                                | Maurice Roy                                              | Gallica                        |
| 1892 | Le chansonnier français de Saint-Germain-des-Prés, vol. 1                                                                      | Paul Meyer e Gaston Raynaud                              | Google Books                   |
| 1893 | Miracles de Nostre Dame par personnages, vol. 8                                                                                | François Bonnardot                                       | Gallica                        |
| 1893 | Oeuvres complètes d'Eustache Deschamps, vol. 8                                                                                 | Gaston Raynaud                                           | Gallica                        |
| 1893 | Le roman de la rose ou de Guillaume de Dole                                                                                    | Gustave Servois                                          | Gallica                        |
| 1894 | L'escoufle | Henri Michelant e Paul Meyer                             | Google Books                   |
| 1894 | Oeuvres complètes d'Eustache Deschamps, vol. 9                                                                                 | Gaston Raynaud                                           | Gallica                        |
| 1895 | Guillaume de la Barre, adventure novel by Arnaud Vidal de Castelnaudari                                                        | Paul Meyer                                               | Google Books                   |
| 1895 | Meliador, by Jean Froissart, vol. 1                                                                                            | Auguste Longnon                                          | Gallica                        |
| 1895 | Meliador, par Jean Froissart, vol. 2                                                                                           | Auguste Longnon                                          | Gallica                        |
| 1896 | Oeuvres poétiques de Christine de Pizan, vol. 3                                                                                | Maurice Roy                                              | Google Books                   |
| 1896 | La prise de Cordres et de Sebille                                                                                              | Ovide Densusianu                                         | Google Books                   |
| 1897 | Oeuvres poétiques de Guillaume Alexis, prieur de Bucy, vol. 1                                                                  | Arthur Piaget e Émile Picot                              | Google Books                   |
| 1897 | L'art de chevalerie, traduction du De re militari by Végèce by Jean de Meun                                                    | Ulysse Robert                                            | Gallica 1, Gallica 2           |
| 1897 | Li abrejance de l'ordre de chevalerie, mise en vers de la traduction de Végèce par Jean de Meun, par Jean Priorat, de Besançon | Ulysse Robert                                            | Gallica                        |
| 1897 | La chirurgie de maître Henri de Mondeville, traduction contemporaine de l'auteur, vol. 1                                       | Alphonse Bos                                             | Gallica                        |
| 1898 | La chirurgie de maître Henri de Mondeville, traduction contemporaine de l'auteur, vol. 2                                       | Alphonse Bos                                             | Gallica                        |
| 1898 | Les Narbonnais, vol. 1 | Hermann Suchier                                          | Gallica                        |
| 1898 | Les Narbonnais, vol. 2 | Hermann Suchier                                          | Gallica                        |
| 1899 | Orson de Beauvais | Gaston Paris                                             | Gallica                        |
| 1899 | Meliador, by Jean Froissart, vol. 3                                                                                            | Auguste Longnon                                          | Gallica                        |
| 1899 | Oeuvres poétiques de Guillaume Alexis, prieur de Bucy, vol. 2                                                                  | Arthur Piaget e Émile Picot                              | Google Books                   |
| 1900 | L'Apocalypse en français au XIIIe siècle (Bibl. nat., fr. 403), vol. 1 (Reproduction phototypique)                             | Léopold Delisle e Paul Meyer                             | Gallica                        |
| 1901 | L'Apocalypse en français au XIIIe siècle (Bibl. nat., fr. 403), vol. 2 (Text and introduction)                                 | Léopold Delisle e Paul Meyer                             | Gallica                        |
| 1901 | Oeuvres complètes d'Eustache Deschamps, vol. 10                                                                                | Gaston Raynaud                                           | Gallica                        |
| 1902 | Les chansons de Gace Brulé | Gédéon Huet                                              | Gallica                        |
| 1902 | Le roman de Tristan, by Thomas, vol. 1                                                                                         | Joseph Bédier                                            | Internet Archive               |
| 1902 | Recueil général des sotties, vol. 1                                                                                            | Émile Picot                                              | Gallica                        |
| 1903 | Oeuvres complètes d'Eustache Deschamps, vol. 11                                                                                | Gaston Raynaud                                           | Gallica                        |
| 1903 | Robert le Diable | Eilert Löseth                                            | Internet Archive               |
| 1903 | Le roman de Tristan, par Béroul et un anonyme                                                                                  | Ernest Muret                                             | Gallica                        |
| 1904 | Recueil général des sotties, vol. 2                                                                                            | Émile Picot                                              | Gallica                        |
| 1904 | Maistre Pierre Pathelin hystorié                                                                                               | Émile Picot and Édouard Rahir                            | Gallica                        |
| 1904 | Le roman de Troie, by Benoît de Sainte-Maure, vol. 1                                                                           | Léopold Constans                                         | Gallica                        |
| 1905 | Le roman de Tristan, by Thomas, vol. 2                                                                                         | Joseph Bédier                                            | Internet Archive               |
| 1905 | Les vers sur la mort, by Hélinant, moine de Froidmont                                                                          | Léopold Constans                                         | Gallica                        |
| 1905 | Les cent ballades, by Jean le Senechal                                                                                         | Gaston Raynaud                                           | Gallica                        |
| 1906 | Le roman de Troie, by Benoît de Sainte-Maure, vol. 2                                                                           | Léopold Constans                                         | Gallica                        |
| 1906 | Les deux rédactions en vers du Moniage Guillaume, vol. 1                                                                       | Wilhelm Cloetta                                          | Gallica                        |
| 1907 | Le roman de Troie, by Benoît de Sainte-Maure, vol. 3                                                                           | Léopold Constans                                         | Gallica                        |
| 1907 | Florence de Rome, vol. 1 | Axel Wallensköld                                         | Gallica                        |
| 1907 | Les deux poèmes de la Folie Tristan                                                                                            | Joseph Bédier                                            | Gallica                        |
| 1908 | Le roman de Troie, by Benoît de Sainte-Maure, vol. 4                                                                           | Léopold Constans                                         | Gallica                        |
| 1908 | Oeuvres poétiques de Guillaume Alexis, prieur de Bucy, vol. 3                                                                  | Arthur Piaget e Émile Picot                              | Internet Archive               |
| 1908 | Les oeuvres de Guillaume de Machaut, vol. 1                                                                                    | Ernst Hoepffner                                          | Internet Archive               |
| 1909 | Le roman de Troie, by Benoît de Sainte-Maure, vol. 5                                                                           | Léopold Constans                                         | Gallica                        |
| 1909 | Florence de Rome, vol. 2 | Axel Wallensköld                                         | Gallica                        |
| 1909 | Les oeuvres de Simund de Freine                                                                                                | John E. Matzke                                           | Gallica                        |
| 1910 | Le jardin de plaisance et fleur de rhétorique, vol. 1                                                                          | Eugénie Droz e Arthur Piaget                             | Gallica                        |
| 1911 | Les deux rédactions en vers du Moniage Guillaume, vol. 2                                                                       | Wilhelm Cloetta                                          | Gallica                        |
| 1911 | Les oeuvres de Guillaume de Machaut, vol. 2                                                                                    | Ernst Hoepffner                                          | Internet Archive               |
| 1912 | Le roman de Troie, by Benoît de Sainte-Maure, vol. 6                                                                           | Léopold Constans                                         | Gallica                        |
| 1912 | Recueil général des sotties, vol. 3                                                                                            | Émile Picot                                              | Gallica                        |
| 1912 | Chansons et descorts de Gautier de Dargies                                                                                     | Gédéon Huet                                              | Gallica                        |
| 1913 | L'entrée d'Espagne, vol. 1 | Antoine Thomas                                           | Gallica                        |
| 1913 | L'entrée d'Espagne, vol. 2 | Antoine Thomas                                           | Gallica                        |
| 1913 | Le lai de l'ombre, by Jean Renart                                                                                              | Joseph Bédier                                            | Internet Archive               |
| 1914 | Le roman de la rose, by Guillaume de Lorris et Jean de Meun, vol. 1                                                            | Ernest Langlois                                          | Gallica                        |
| 1914 | Le roman de Fauvel, by Gervais du Bus, vol. 1                                                                                  | Arthur Långfors                                          | Internet Archive               |
| 1919 | Le roman de Fauvel, by Gervais du Bus, vol. 2                                                                                  | Arthur Långfors                                          | Internet Archive               |
| 1920 | Le roman de la rose, by Guillaume de Lorris and Jean de Meun, vol. 2                                                           | Ernest Langlois                                          | Gallica                        |
| 1921 | Les oeuvres de Guillaume de Machaut, vol. 3                                                                                    | Ernst Hoepffner                                          | Internet Archive               |
| 1921 | Le roman de la rose, by Guillaume de Lorris and Jean de Meun, vol. 3                                                           | Ernest Langlois                                          | Gallica                        |
| 1921 | Doon de la Roche | Paul Meyer e Gédéon Huet                                 | Gallica                        |
| 1922 | Le roman de la rose, by Guillaume de Lorris and Jean de Meun, vol. 4                                                           | Ernest Langlois                                          | Gallica                        |
| 1922 | La fille du comte de Pontieu                                                                                                   | Clovis Brunel                                            | Internet Archive               |
| 1923 | Le roman de Jehan de Paris | Édith Wickersheimer                                      | Internet Archive               |
| 1923 | Les fortunes et adversités by Jean Régnier                                                                                     | Eugénie Droz                                             | Internet Archive               |
| 1924 | Le roman de la rose, by Guillaume de Lorris and Jean de Meun, vol. 5                                                           | Ernest Langlois                                          | Gallica                        |
| 1924 | Le jardin de plaisance et fleur de rhétorique, vol. 2                                                                          | Eugénie Droz e Arthur Piaget                             | .                              |
| 1925 | Le chansonnier d'Arras | Alfred Jeanroy                                           | .                              |
| 1925 | Les chansons de Thibaut de Champagne                                                                                           | Axel Wallensköld                                         | Gallica                        |
| 1926 | Recueil général des jeux-partis français, vol. 1                                                                               | Arthur Långfors, Alfred Jeanroy e Louis Brandin          | .                              |
| 1926 | Recueil général des jeux-partis français, vol. 2                                                                               | Arthur Långfors, Alfred Jeanroy e Louis Brandin          | .                              |
| 1927 | La Passion provençale | William Pierce Shepard                                   | .                              |
| 1928 | Le roman de la violette ou de Gérard de Nevers, par Gerbert de Montreuil                                                       | Douglas Labaree Buffum                                   | .                              |
| 1929 | Recueil général des isopets, vol. 1                                                                                            | Julia Bastin                                             | .                              |
| 1930 | Recueil général des isopets, vol. 2                                                                                            | Julia Bastin                                             | .                              |
| 1931 | Les livres du roy Modus et de la royne Ratio, vol. 1                                                                           | Gunnar Tilander                                          | .                              |
| 1931 | Les livres du roy Modus et de la royne Ratio, vol. 2                                                                           | Gunnar Tilander                                          | .                              |
| 1932 | Le roman de Bérinus, vol. 1 | Robert Bossuat                                           | .                              |
| 1932 | Le roman de Bérinus, vol. 2 | Robert Bossuat                                           | .                              |
| 1933 | La chanson de Roland | Alexandre de Laborde                                     | .                              |
| 1934 | La Passion d'Autun | Grace Frank                                              | .                              |
| 1935 | Les enfances Guillaume | Patrice Henry                                            | .                              |
| 1935 | Poésies du troubadour Aimeric de Belenoi                                                                                       | Maria Dumitrescu                                         | .                              |
| 1936 | Le roman du Castelain de Couci                                                                                                 | Maurice Delbouille                                       | .                              |
| 1936 | Les faictz et dictz de Jean Molinet, vol. 1                                                                                    | Noël Dupire                                              | .                              |
| 1937 | Les faictz et dictz de Jean Molinet, vol. 2                                                                                    | Noël Dupire                                              | .                              |
| 1938 | Le roman de Brut de Wace, vol. 1                                                                                               | Ivor Arnold                                              | .                              |
| 1939 | Les faictz et dictz de Jean Molinet, vol. 3                                                                                    | Noël Dupire                                              | .                              |
| 1940 | Le roman de Brut de Wace, vol. 2                                                                                               | Ivor Arnold                                              | .                              |
| 1941 | Jaufré, vol. 1 | Clovis Brunel                                            | .                              |
| 1942 | Jaufré, vol. 2 | Clovis Brunel                                            | .                              |
| 1947 | La chanson de Guillaume, vol. 1                                                                                                | Duncan McMillan                                          | .                              |
| 1948 | La chanson de Guillaume, vol. 2                                                                                                | Duncan McMillan                                          | .                              |
| 1949 | Les arrêts d'amour by Martial d'Auvergne                                                                                       | Duncan McMillan                                          | .                              |
| 1953 | Girart de Roussillon, vol. 1                                                                                                   | W. Mary Hackett                                          | .                              |
| 1953 | Girart de Roussillon, vol. 2                                                                                                   | W. Mary Hackett                                          | .                              |
| 1954 | Ille et Galeron, by Gautier d'Arras                                                                                            | Frederick A. G. Cowper                                   | .                              |
| 1955 | Girart de Roussillon, vol. 3                                                                                                   | W. Mary Hackett                                          | .                              |
| 1955 | Le livre de la mutacion de Fortune, by Christine de Pizan, vol. 1                                                              | Suzanne Solente                                          | .                              |
| 1956 | Le livre de la mutacion de Fortune, by Christine de Pizan, vol. 2                                                              | Suzanne Solente                                          | .                              |
| 1957 | Renart le Nouvel, by Jacquemart Giélée                                                                                         | Henri Roussel                                            | .                              |
| 1958 | Le roman de Cassidorus, vol. 1                                                                                                 | Joseph Palermo                                           | .                              |
| 1959 | Le roman de Cassidorus, vol. 2                                                                                                 | Joseph Palermo                                           | .                              |
| 1960 | Le livre de la mutacion de Fortune, by Christine de Pizan, vol. 3                                                              | Suzanne Solente                                          | .                              |
| 1961 | Le livre de la mutacion de Fortune, by Christine de Pizan, vol. 4                                                              | Suzanne Solente                                          | .                              |
| 1969 | Le respit de la mort, by Jean le Fevre                                                                                         | Geneviève Hasenohr-Esnos                                 | .                              |
| 1970 | Le roman de Rou by Wace, vol. 1                                                                                                | Anthony J. Holden                                        | .                              |
| 1971 | Le roman de Rou by Wace, vol. 2                                                                                                | Anthony J. Holden                                        | .                              |
| 1972 | Le moniage Rainouart I | Gerald A. Bertin                                         | .                              |
| 1973 | Le roman de Rou by Wace, vol. 3                                                                                                | Anthony J. Holden                                        | .                              |
| 1977 | Girart de Vienne, by Bertrand de Bar-sur-Aube                                                                                  | Wolfgang Van Emden                                       | .                              |
| 1978 | Dits en quatrains d'alexandrins monorimes by Jehan de Saint-Quentin                                                            | Birger Munk Olsen                                        | .                              |
| 1979 | Ci nous dit, vol. 1 | Gérard Blangez                                           | .                              |
| 1982 | Recueil général des isopets, vol. 3                                                                                            | Pierre Ruelle                                            | .                              |
| 1984 | Le roman de la poire, by Tibaut                                                                                                | Christiane Marchello-Nizia                               | .                              |
| 1986 | Ci nous dit, vol. 2 | Gérard Blangez                                           | .                              |
| 1987 | La vie des Pères, vol. 1 | Félix Lecoy                                              | .                              |
| 1988 | Le moniage Rainouart II et III, vol. 1                                                                                         | Gerald A. Bertin                                         | .                              |
| 1991 | La version post-vulgate de la Queste del Saint Graal et de la Mort le roi Artu, troisième partie du Roman du Graal, vol. 1     | Fanni Bogdanow                                           | .                              |
| 1991 | La version post-vulgate de la Queste del Saint Graal et de la Mort le roi Artu, troisième partie du Roman du Graal, vol. 2     | Fanni Bogdanow                                           | .                              |
| 1991 | La version post-vulgate de la Queste del Saint Graal et de la Mort le roi Artu, troisième partie du Roman du Graal, vol. 3     | Fanni Bogdanow                                           | .                              |
| 1992 | La vie des Pères, vol. 2 | Félix Lecoy                                              | .                              |
| 1999 | La vie des Pères, vol. 3 | Félix Lecoy                                              | .                              |
| 1999 | Recueil général des isopets, vol. 4                                                                                            | Pierre Ruelle                                            | .                              |
| 2000 | La version post-vulgate de la Queste del Saint Graal et de la Mort le roi Artu, troisième partie du Roman du Graal, vol. 4:1   | Fanni Bogdanow                                           | .                              |
| 2001 | La version post-vulgate de la Queste del Saint Graal et de la Mort le roi Artu, troisième partie du Roman du Graal, vol. 4:2   | Fanni Bogdanow                                           | .                              |
| 2002 | Baudouin de Sebourc, vol. 1 | Larry S. Crist                                           | .                              |
| 2002 | Baudouin de Sebourc, vol. 2 | Larry S. Crist                                           | .                              |
| 2004 | Le moniage Rainouart II et III, vol. 2                                                                                         | Gerald A. Bertin                                         | .                              |
| 2005 | La vengeance Fromondin | Jean-Charles Herbin                                      | .                              |
| 2008 | La somme le roi by Frère Laurent                                                                                               | Édith Brayer e Anne-Françoise Leurquin-Labie             | .                              |
| 2011 | Yonnet de Metz | Jean-Charles Herbin                                      | .                              |
| 2013 | Les Dialogues de Grégoire le Grand translated by Angier                                                                        | Renato Orengo                                            | .                              |
| 2015 | Le Chansonnier français U published from the Paris manuscript, BNF, fr. 20050. Tome I                                          | Madeleine Tyssens                                        | .                              |
| 2017 | Le miroir historial, volume I, tome I (livres I-IV) by Jean de Vignay                                                          | Mattia Cavagna                                           | .                              |
| 2017 | La traduction champenoise de la Vie des Pères                                                                                  | Marie-Geneviève Grossel                                  | .                              |
| 2018 | La Vieille. Traduction du De vetula par Jean Le Fèvre                                                                          | Marie-Madeleine Huchet                                   | .                              |
| 2018 | Ovide moralisé, livre 1, tomes 1-2                                                                                             | Craig Baker et al.                                       | .                              |
| 2019 | Boèce en rimes par Jean de Thys                                                                                                | John Keith Atkinson                                      | .                              |